# 宮崎県立宮崎東高等学校
宮崎県立宮崎東高等学校（みやざきけんりつみやざきひがしこうとうがっこう）は、宮崎県宮崎市神宮東一丁目にある、九州初の単位制高等学校（公立、男女共学）。NHK学園高等学校協力校。市内では「東高」（ひがしこう）の通称で知られる。
宮崎県立宮崎大宮高等学校の南隣に位置し、近辺には、宮崎神宮やNHK宮崎放送局、宮崎県総合文化公園、宮崎県立芸術劇場、宮崎県立美術館、宮崎県立図書館などがある。
普通科高等学校でありながら、商業系の科目も学べる。最近では昼夜開講制も取り入れている。

## 設置学科
- 通信制課程
  - 普通科（定員 300名）
- 定時制課程 
  - 昼間の部 普通科（定員 80名）
    - 制服無し。

  - 夜間の部 普通科（定員 40名）
    - 制服無し。

  - 土曜・日曜の部（定員 各講座20名）

## 沿革
- 1948年 宮崎県立宮崎大宮高等学校として設立。全日制課程、定時制課程 夜間部、通信教育部を設置。
- 1961年 通信教育部を通信制課程として認可。
- 1963年 NHK学園高等学校の協力校となる。
- 1969年 宮崎県立宮崎大宮第二高等学校として独立。
- 1974年 宮崎県立宮崎東高等学校として設立。定時制課程（定員160名）、通信制課程（定員300名）募集。校歌を制定。（作詞:板東運雄、作曲:園山謙二）
- 1975年 校章及び校旗を制定。
- 1990年 単位制高等学校となる。通信制課程（定員300名）、定時制課程 昼間部（定員40名/新設）、定時制課程 夜間部（定員40名）、定時制課程 土曜・日曜の部（定員60名/新設）
- 1992年 定時制課程、夜間の部で通信教育
- 2001年 定時制課程 昼間の部の募集定員を80名とする。
- 2003年 宮崎県立宮崎東高等学校 創立30周年 記念式典
- 2010年 定時制課程 土曜・日曜の部の募集停止。

## 著名な出身者
- 山内日菜子（女子プロゴルファー）
- 渡辺創（衆議院議員）